# Catherine Vasa
Pour les articles homonymes, voir Catherine de Suède (homonymie).
Catherine Vasa (en suédois : Katarina Karlsdotter Vasa) est une Princesse de Suède-Finlande de la dynastie Vasa née le 10 novembre 1584 au château de Nyköping et morte le 13 décembre 1638 à Västerås. Elle forme le lien entre les Vasa et la maison de Palatinat-Deux-Ponts qui lui succède sur le trône de Suède en 1654.

## Ascendance
Catherine Vasa est la fille du roi Charles IX (1550-1611) et de sa première femme épousée en 1579, Marie de Palatinat-Wittelsbach (1561-1589). Par son père, elle est la petite-fille du premier roi Vasa, Gustave Ier. Son demi-frère cadet est Gustave II Adolphe, père de la reine Christine.
Elle épouse à Stockholm le 11 juin 1615 le comte palatin Jean-Casimir de Deux-Ponts-Cleebourg (1589-1652), fils cadet de Jean Ier de Deux-Ponts de la Maison de Wittelsbach, branche de Palatinat-Deux-Ponts (en allemand Pfalz-Zweibrücken) dont elle a :
- Christine-Madeleine de Deux-Ponts-Cleebourg (1616-1662) épouse en 1642 le margrave Frédéric VI de Bade-Durlach (1617-1677) : d'où les rois de Suède de 1751 à 1818, de leur arrière-petit-fils Adolphe-Frédéric de Holstein-Gottorp jusqu'à Charles XIII
- Charles-Frédéric (1618-1619)
- Elisabeth-Amélie (1619-1628)
- Charles-Gustave (1622-1660), comte palatin de Deux-Ponts-Cleebourg et roi de Suède (Charles X Gustave) : d'où les rois et reine de Suède de 1654 (l'abdication de la reine Christine) à 1720 (abdication de la reine Ulrique-Éléonore).
- Marie-Euphrosyne de Deux-Ponts-Cleebourg (1625-1687) épouse en 1647 le comte Magnus Gabriel De la Gardie (1622-1686), dont trois enfants arrivés à l'âge adulte mais sans descendance.
- Éléonore-Catherine de Deux-Ponts-Cleebourg (1626-1692) épouse en 1646 Frédéric de Hesse-Eschwege (1617-1655)
- Adolphe-Jean (1628-1689) épouse en 1649 Elsa Béatrice Brahe zu Wirsinborg (1629-1653) puis en 1661 Else-Elisabeth Brahe zu Wirsinborg (1632-1689)
- Jean-Gustave (1630)

L'abdication de la reine Christine permet à son fils de devenir roi de Suède sous le nom de Charles X Gustave en 1654. Ses descendants règnent sur ce pays jusqu'en 1720.

## Lieux
Catherine et son mari Jean-Casimir de Palatinat, font construire à Birlenbach, fief acheté au frère de Jean-Casimir, un château nommé Catharinenburg dans le style scandinave de l'époque. La pose de la première pierre eut lieu le 12 avril 1619 et le château est achevé en 1621-22. Le roi Gustave II Adolphe le visite le 3 juin 1620. Cependant, Jean-Casimir et Catherine ne l'habitent que peu de temps, à partir de janvier 1621. En raison de la guerre, ils se réfugient à Strasbourg puis regagnent la Suède.